# Hadena meridionalis
Hadena meridionalis là một loài bướm đêm trong họ Noctuidae.